# Entweder – Oder

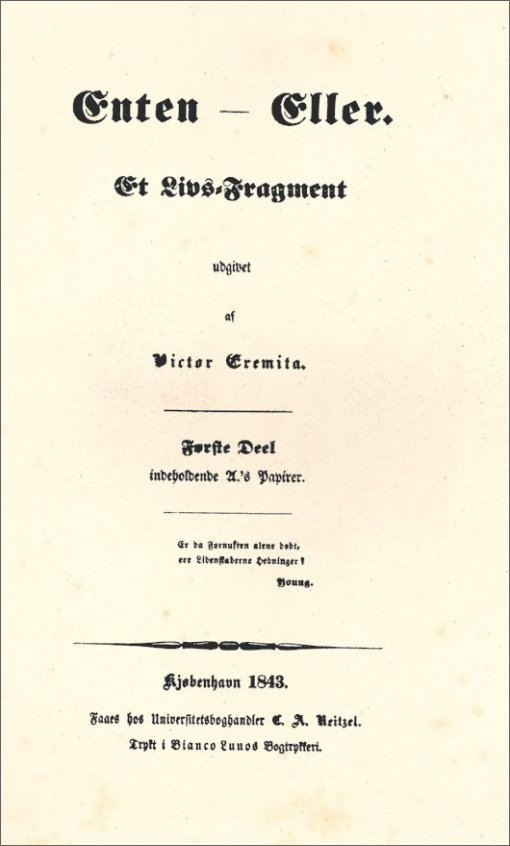
Enten – Eller, Titelseite der dänischen Erstausgabe von 1843

Entweder – Oder ist das erste und das bekannteste Werk des dänischen Philosophen Søren Kierkegaard. Er veröffentlichte es 1843 unter dem Pseudonym Victor Eremita („der siegreiche Einsiedler“). Der dänische Titel lautet Enten – Eller. Et Livs-Fragment, udgivet af Victor Eremita, deutsch (von Otto Gleiß und Alexander Michelsen): Entweder – Oder. Ein Lebensfragment, herausgegeben von Victor Eremita. 
In diesem Werk stellt Kierkegaard zwei Existenzmöglichkeiten oder Lebensanschauungen einander gegenüber: eine ästhetische und eine ethische. Die literarische Gestaltung des zweibändigen Werks ist sehr vielschichtig. Der fingierte Herausgeber gibt vor, zufällig entdeckte Texte und Briefe zusammengestellt zu haben, die teilweise aufeinander Bezug nehmen.

## Bedeutung des Werks
Das romanhafte frühe Hauptwerk Kierkegaards antizipiert – Mitte des 19. Jahrhunderts bereits – wesentliche Veränderungen, die in der Gesellschaft mit Blick auf den modernen Menschen in den Folgejahrhunderten große Bedeutung erlangen sollten.  Kierkegaard betrachtet den Menschen in seinen konkreten Handlungssituationen und findet in seiner Existenzphilosophie eine Sprache für dessen Lebensgefühle und Denken. Er stellt sich bei seiner Suche nach der Wirklichkeit und Wahrheit des Menschen zwar in die Tradition des ihn umgebenden Idealismus und der Romantik, um aber diese zu überwinden. Er wechselt wirkungsvoll die Sprachformen und analysiert in diesem Werk die Existenzmöglichkeiten des Ästhetischen und Ethischen (Wahl und Entscheidung), das er später mit der dritten Existenzmöglichkeit, dem Religiösen, das für das Unendlichkeitsbewusstsein steht, ergänzen wird, im Werk allerdings bereits angelegt und vorbereitet. Konkretisieren wird er den Themenkomplex in Furcht und Zittern, seiner Meditation über Abrahams Opferung des Sohnes Isaak. Über Entweder – Oder hinaus, fordert Kierkegaard die unbedingte Gründung des Menschen im „Ewigen“, das Individuum, den Einzelnen und er stellt sich damit gegen den Fortschrittsglauben und die Leidenschaftslosigkeit seiner Zeit, die hegelsche „Vernunft in der Geschichte“, das nivellierte Miteinander der Menschen als Publikum, die anonyme Öffentlichkeit, die letztlich zu ununterscheidbarer Verantwortungslosigkeit und fehlende Entscheidungsbereitschaft führt.

## Fingierter Herausgeber, fiktive Verfasser und Textgestalt
Victor Eremita nennt sich selbst Herausgeber und behauptet, in einem erworbenen Sekretär verschiedene Papiere gefunden zu haben, die seiner Auskunft nach zwei Verfassern zugeordnet werden können. Den ersten, der vollständig anonym bleibt, nennt er A, den zweiten, der sich selbst Wilhelm nennt und Gerichtsrat ist, B.
Der Charakter der fiktiven Autoren findet seinen Ausdruck in der Textgestalt.
Die Papiere von A setzen sich aus mehreren Abhandlungen zusammen, die insbesondere die Liebe behandeln, sowie aus einer vorgeschalteten Sammlung von Aphorismen, die zum Teil Kierkegaards Tagebüchern entstammen und von ihm Diapsalmata (Zwischenpsalme) genannt werden. Den letzten Text, das in der Ich-Form von einem jungen Mann namens Johannes geschriebene Tagebuch des Verführers, soll der von Victor Eremita herausgegebene A seinerseits nur herausgegeben haben.
Die Papiere von B hingegen sind in Briefform gehaltene Untersuchungen, die an A gerichtet sind und in denen er seinem Freund A die ethische Lebensanschauung nahelegt. Ergänzt wird der letzte Brief durch eine nicht von B verfasste Predigt.
In der Unwissenschaftlichen Nachschrift, einer Nachbetrachtung zu Entweder – Oder, begründet Kierkegaard die Verwendung von Pseudonymen so: „Dass kein Verfasser da ist, ist ein Mittel zum Fernhalten.“ Angedeutet hatte Victor Eremita dies auch schon im Vorwort von Entweder – Oder. Er ergänzt dort noch ein Motiv, indem er seinerseits darüber schreibt, dass das Tagebuch des Verführers von A vorgeblich nur herausgegeben, nicht verfasst sei: „Das ist ein alter Novellistenkniff[...]. [N]ur will ich noch bemerken, daß die Stimmung, die in As Vorrede herrscht, in gewisser Weise den Dichter verrät. Es ist wirklich, als hätte A selbst vor seiner Dichtung Angst bekommen[...].“

## Inhalt
- Einleitung (Victor Eremita)

- Teil 1 (A)
  - Diapsalmata
  - Das Musikalisch-Erotische, worin vor allem Mozart und seinem Don Giovanni überschwänglich gehuldigt wird
  - Der Reflex des antiken Tragischen in dem modernen Tragischen
  - Schattenrisse. Psychologischer Zeitvertreib
  - Der Unglücklichste
  - Erste Liebe. Lustspiel in einem Akt von Scribe
  - Die Wechselwirtschaft. Versuch einer sozialen Klugheitslehre
  - Das Tagebuch des Verführers enthält sowohl Aufzeichnungen als auch Briefe eines jungen Mannes namens Johannes, außerdem drei Briefe seiner Geliebten bzw. Verlobten Cordelia (angeblich herausgegeben von dem angeblichen Verfasser von Teil A). Von Beginn an ist Johannes ein hedonistischer Charakter und Ästhet – im Sinne Kierkegaards – und darauf aus, Cordelia zu verführen, aber nicht mit den plumpen Mitteln der Täuschung oder gar Gewalt, sondern indem er die Liebesfähigkeit des jungen Mädchens pädagogisch klug entwickelt und schließlich in helle Flammen setzt. Dabei plant er detailliert sein Vorgehen und macht Cordelia zum Objekt psychologischer Tricks. Nachdem er sich schließlich mit ihr verlobt hat, veranlasst er sie, diese Verlobung wieder zu lösen, indem er sie zu der Erkenntnis bringt, dass Liebe erst wirklich Liebe ist, wenn sie sich von allen Fesseln, auch denen einer bürgerlichen Eheplanung, befreit. Wie sein Namensvetter Don Juan bzw. Don Giovanni verliert auch Johannes das Interesse an Cordelia in dem Moment, wo sie sich ihm hingibt.

- Teil 2 (B)
  - Die ästhetische Gültigkeit der Ehe. Der Ethiker und Ehemann B schreibt eine Ausführung an den Ästhetiker A, in der er diesem eine ästhetische Begründung für die Ehe liefert. Er beschreibt, wie mithilfe der Verbindlichkeit in der Ehe ein tiefes Vertrauen aufgebaut werden kann. So bietet die Ehe einen Schutz vor Missbrauch, Egoismus und Launenhaftigkeit, sodass vertrauensvolle Hingabe und Liebe zu einer Entfaltung kommen können, wie es in einem auch noch so heftigen Verliebtheitsrausch allein niemals möglich ist.
  - Das Gleichgewicht zwischen dem Ästhetischen und dem Ethischen in der Herausarbeitung der Persönlichkeit
  - Ultimatum. Das Erbauliche, das in dem Gedanken liegt, dass wir gegen Gott immer Unrecht haben

## Interpretation
Nach gängiger Interpretation ist das Werk nicht als nüchterne Gegenüberstellung der beiden Lebenseinstellungen gemeint; Kierkegaard versuche durchaus, den Leser zu einer ethischen Einstellung oder gar einem religiösen Bekenntnis zu bewegen, enthalte sich aber eines direkten Kommentars und versuche stattdessen, die Einstellungen für sich selbst sprechen zu lassen. Andere Interpreten, wie Tilo Wesche, sind der Ansicht, dass der Text über sich selbst hinausweist und beide Lebensentwürfe zu verwerfen sind.